# Camblain-l’Abbé
Camblain-l’Abbé település Franciaországban, Pas-de-Calais megyében. Lakosainak száma 681 fő (2022. január 1.). Camblain-l’Abbé Servins, Villers-au-Bois, Acq, Agnières, Cambligneul, Capelle-Fermont, Estrée-Cauchy és Frévin-Capelle községekkel határos.

## Népesség
A település népességének változása:
| Lakosok száma | 632  | 645  | 781  | 650  | 655  | 663  | 671  | 675  | 681  |
|               | 2013 | 2015 | 2016 | 2017 | 2018 | 2019 | 2020 | 2021 | 2022 |